# Isla Ford
La Isla Ford (en hawaiano: Poka ʻAilana; en inglés: Ford Island) es un islote en el centro de Pearl Harbor, Oahu, en el estado de Hawái en Estados Unidos. Se le ha conocido como Isla Rabbit, la isla de Marín, e Isla Little Goats, y su nombre hawaiano nativo es Moku'ume'ume. La isla tenía un área de 334 acres (135 ha) cuando se registró en 1825, que se incrementó durante los años 1930 a 441 acres (178 ha) con tierras ganadas al mar del relleno de dragado fuera de Pearl Harbor por la Marina de los Estados Unidos para dar cabida a barcos de guerra.
Era el sitio de un antiguo ritual de fertilidad de Hawái, que fue detenido por los misioneros cristianos durante la década de 1830. La isla fue dada por Kamehameha I al desertor español Francisco de Paula Marín, pero más tarde regresó a la monarquía. Después la isla fue comprada en una subasta por James Isaac Dowsett y vendida a Caroline Jackson, pasando a ser propiedad del Dr. Seth Porter Ford por un matrimonio y desde entonces llamada la isla de Ford. Tras la muerte de Ford, su hijo vendió la isla a la finca a John Papa Īī  y se convirtió en una plantación de caña de azúcar.
En 1916, parte de la isla de Ford fue vendida al Ejército de Estados Unidos para su uso por una división de la aviación en Hawái, y en 1939 fue adquirida por la Armada de los Estados Unidos como una estación de barcos de guerra y para mantenimiento submarino. Desde la década de 1910 hasta la década de 1940, la isla continuó creciendo como un centro estratégico de operaciones de la Marina de Estados Unidos en el Océano Pacífico. La isla de Ford estaba en el centro del ataque a Pearl Harbor y de la Flota del Pacífico de Estados Unidos por la flota japonesa el 7 de diciembre de 1941. Fue designado un Monumento Histórico Nacional en 1964.